# Eugène-Prosper Prévost
Eugène-Prosper Prévost (París, França, 23 d'abril de 1809 - Nova Orleans, EUA, 19 d'agost de 1872) fou un director d'orquestra i compositor parisenc.
Estudià en el Conservatori de la seva ciutat natal i el 1831 aconseguí el gran Prix de Rome. Quatre anys després fou nomenat director del teatre de l'Òpera de l'Havre. El 1838 es traslladà a Nova Orleans, on hi passà vint-i-cinc anys amb les mateixes funcions, i després d'una breu estança a París retornà a aquella capital i allà acabà els seus dies.
Va compondre les òperes:
- L'Hôtel des princes (1831);
- Le granadier de Wagram (1831);
- Cosimo (1834);
- Le bon garçon (1837);
- Blanche et rení (1863);
- L'illustre Gaspard (1863).

També se li deuen diverses misses i oratoris.